# Enrique Troncoso Troncoso
Enrique Troncoso Troncoso (ur. 11 listopada 1937 w Alhué, zm. 29 marca 2018 w Santiago) – chilijski duchowny katolicki, biskup diecezji Melipilla w latach 2000-2014.

## Życiorys
Ukończył studia filozoficzne i teologiczne w Papieskim Seminarium Duchownym w Santiago oraz na Papieskim Uniwersytecie Katolickim w Chile.
Święcenia kapłańskie przyjął 23 grudnia 1961. Był m.in. kanclerzem kurii archidiecezji Santiago (1982-1985) i prorektorem seminarium duchownego w tymże mieście.

### Episkopat
15 lipca 1989 został mianowany przez papieża Jana Pawła II biskupem diecezji Iquique. Sakry biskupiej udzielił mu 12 sierpnia tegoż roku kard. Juan Francisco Fresno Larrain. 30 września 1989 objął rządy w diecezji.
28 maja 2000 został prekonizowany biskupem diecezji Melipilla. Urząd objął 23 lipca tegoż roku.
7 marca 2014 przeszedł na emeryturę.